# Konrad Pokorny-Ruszczyc
Konrad Pokorny-Ruszczyc (ur. 21 lutego 1893, zm. 22 września 1939 pod Łomiankami) – major dyplomowany saperów Wojska Polskiego.

## Życiorys
W 1912 rozpoczął zawodową służbę wojskową w c. i k. armii. Na stopień chorążego został mianowany ze starszeństwem z 1 września 1912 roku w korpusie oficerów piechoty. W latach 1912–1913 wziął udział w mobilizacji sił zbrojnych Monarchii Austro-Węgierskiej, wprowadzonej w związku z wojną na Bałkanach. Jego oddziałem macierzystym był batalion saperów nr 11 we Lwowie. Na stopień porucznika został mianowany ze starszeństwem z 1 czerwca 1915 roku w korpusie oficerów piechoty. W 1918 roku jego oddziałem macierzystym był batalion saperów nr 22.
W 1921 roku został przydzielony do Wyższej Szkoły Wojennej w Warszawie, w charakterze słuchacza I Kursu Doszkolenia, pozostając oficerem nadetatowym 1 pułku saperów. 3 maja 1922 roku został zweryfikowany w stopniu kapitana ze starszeństwem z dniem 1 czerwca 1919 roku i 18. lokatą w korpusie oficerów inżynierii i saperów, a jego oddziałem macierzystym był 2 pułk Saperów Kaniowskich w Puławach. 16 września 1922 roku Minister Spraw Wojskowych, generał dywizji Kazimierz Sosnkowski na wniosek dowódcy Wyższej Szkoły Wojennej przyznał mu „pełne kwalifikacje do pełnienia służby na stanowiskach Sztabu Generalnego” i przydzielił do Oddziału IV Sztabu Generalnego w Warszawie. 31 marca 1924 roku został mianowany majorem ze starszeństwem z dniem 1 lipca 1923 roku i 9. lokatą w korpusie oficerów inżynierii i saperów. Z dniem 1 listopada 1924 roku został przeniesiony do 4 pułku saperów w Sandomierzu na stanowisko zastępcy dowódcy pułku. W kwietniu 1926 roku został przydzielony do 2 Dywizji Piechoty Legionów w Kielcach na stanowisko szefa sztabu. W październiku 1927 roku został przeniesiony do kadry oficerów saperów z równoczesnym przydziałem do Dowództwa Okręgu Korpusu Nr II w Lublinie na stanowisko szefa Oddziału Wyszkolenia. W lipcu 1929 roku został zwolniony z zajmowanego stanowiska w DOK II i oddany do dyspozycji dowódcy Okręgu Korpusu Nr II. Z dniem 31 grudnia 1929 roku został przeniesiony w stan spoczynku.
W 1934 roku, jako oficer stanu spoczynku pozostawał w ewidencji Powiatowej Komendy Uzupełnień Gdynia. Posiadał przydział do Oficerskiej Kadry Okręgowej Nr VIII. Był wówczas „przewidziany do użycia w czasie wojny”.
W czasie kampanii wrześniowej 1939 roku walczył, jako szef Oddziału II Grupy Operacyjnej gen. Tokarzewskiego. Poległ 22 września w bitwie pod Łomiankami. Został pochowany na cmentarzu wojennym w Kiełpinie Poduchownym.

## Ordery i odznaczenia
- Krzyż Walecznych (dwukrotnie - „za czyny męstwa i odwagi wykazane w bojach toczonych w latach 1918–1921”)[19]
- Medal Pamiątkowy 1918–1928 (Łotwa)[20]
- Krzyż Zasługi Wojskowej 3 klasy z dekoracją wojenną i mieczami (Austro-Węgry)[21]
- Srebrny Medal Zasługi Wojskowej z mieczami na wstążce Krzyża Zasługi Wojskowej (Austro-Węgry)[21]
- Brązowy Medal Zasługi Wojskowej z mieczami na wstążce Krzyża Zasługi Wojskowej (Austro-Węgry)[21]
- Krzyż Pamiątkowy Mobilizacji 1912–1913 (Austro-Węgry)[22]